# Ayumi Suzuki (cestista)
Ayumi Suzuki (鈴木あゆみ?, Suzuki Ayumi; Hokkaidō, 14 ottobre 1985) è un'ex cestista giapponese.

## Carriera
Con il Giappone ha disputato i Campionati mondiali del 2010.